# Токелауанцы

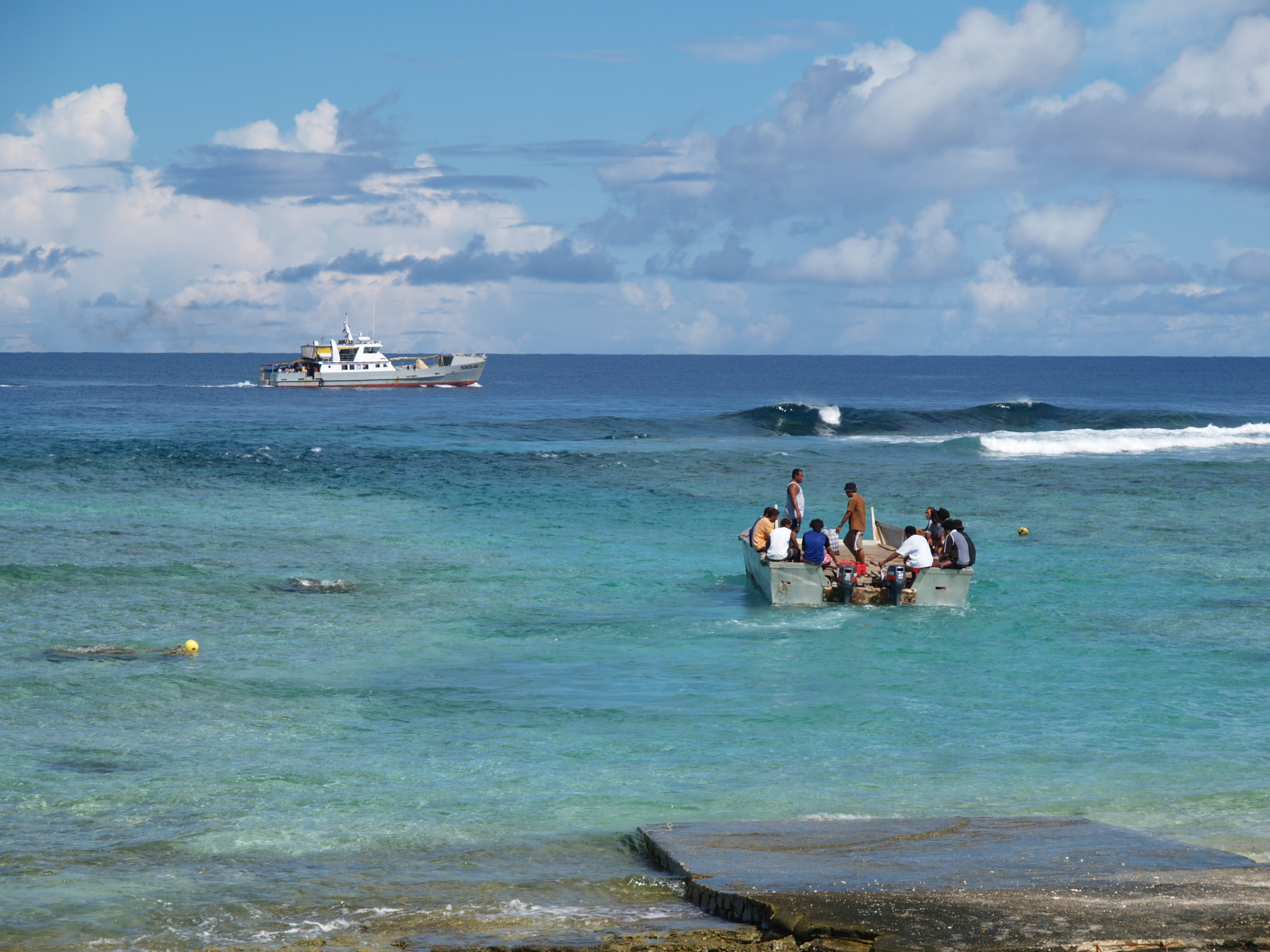
Баржа в Токелау

Токелау, токелаунцы — полинезийский народ, представляющий собой коренное население архипелага Токелау (в наше время находится в официальном владении Новой Зеландии). Общая численность — 3242 человек, из которых около 2 тысяч живут на территории Новой Зеландии.

## Язык
Основной язык — токелау полинезийской группы австронезийской семьи, также распространены английский и самоанский языки.

## Происхождение и социальное устройство
Острова архипелага Токелау были заселены в XVIII веке. Первыми переселенцами были самоанцы. До 1949 г. архипелаг находился во владении Великобритании.

## Религия
Большинство токелау — христиане, в том числе конгрегационалисты (70 %), католики (28 %).

## Быт и традиционные занятия
В основном токелау занимаются земледелием (таро, папайя, панданус, бананы), животноводством, рыболовством, ремёслами.